# Adam Gajewski (funkcjonariusz)
Adam Gajewski (ur. 24 grudnia 1904 w Brześciu, zm. ?) – pułkownik, oficer NKWD i Ludowego Komisariatu Bezpieczeństwa Państwowego, dyrektor Departamentu I MBP (kontrwywiad) w latach 1946–1948, doradca ministra Bezpieczeństwa Publicznego Stanisława Radkiewicza.

## Życiorys
Syn Ignacego i Marii. Od 1924 służył w NKWD i Ludowego Komisariatu Bezpieczeństwa Państwowego, został oficerem tych służb. Członek PPR.
Od 30 września 1944 do grudnia 1945 w stopniu majora był szefem kolejno Oddziału II Zarządu Informacji Dowództwa Wojska Polskiego (od 30 listopada 1944 – Głównego ZI DWP), Wydziału II i Zarządu II Głównego Zarządu Informacji. Następnie był w 1945 wykładowcą pracy operacyjnej na kursach oficerskich przy GZI w Szkole Oficerów Informacji. Od 1 grudnia 1946 do 15 czerwca 1948 był dyrektorem Departamentu I MBP. Wyjechał do ZSRR po skierowaniu w połowie czerwca 1948.
W dokumentach z tego okresu występuje postać ławnika sądów orzekających w sprawach wojskowych Adama Gajewskiego, posiadał on jednakże niższy stopień, np. 9 kwietnia 1945 – porucznik (wyrok Wojskowego Sądu Okręgowego w Lublinie).